# Peter Küppenbender
Peter Küppenbender (* 15. November 1899 in Mönchengladbach; † 28. Februar 1961 in Braunschweig) war ein niedersächsischer Politiker (KPD) und Mitglied des Ernannten Braunschweigischen Landtages.
Der kaufmännische Angestellter war Mitglied des ernannten Braunschweigischen Landtages, einem von der britischen Militärregierung eingesetzten Gremium, der vom 21. Februar 1946 bis 21. November 1946 (letzte Sitzung) bestand.